# Твиши
Твиши (груз. ტვიში) — село в муниципалитете Цагери, регион Рача-Лечхуми и Нижняя Сванетия в Грузии.
Расположено в 33 км к югу от Цагери, на высоте около 400 м. Население в 2014 году составляло 205 человек
Исторически село было владением княжеского рода Ахвледиани.
Твиши известно тем, что является зарегистрированным наименованием одноимённого местного белого полусладкого вина.

## Население
| Год переписи | Население | Мужчин | Женщин |
| ------------ | --------- | ------ | ------ |
| 2002         | 342       | 154    | 188    |
| 2014         | 205       | 93     | 112    |

## Известные уроженцы, жители
Карло Константинович Гардапхадзе (15 сентября 1917 года — 15 сентября 2015 года) — советский партийный деятель. С 1961 по 1977 год — председатель Государственного комитета по телевидению и радиовещанию Грузинской ССР, член Совета Министров Грузинской ССР, с 1977 по 1985 год — министр социального обеспечения Грузинской ССР.